# Лісна (притока Західного Бугу)
Лісна́ — річка в Берестейській області Білорусі, права притока Західного Бугу.
На річці розташувалося місто Кам'янець — один із районних центрів Берестейської області.

## Історія
У Руському літопису річка згадується як Лосна. Під 1276 роком занотована розповідь про волинського князя Володимира-Івана Васильковича (сина Василька Романовича — рідного брата Данила Галицького):
| | \| Князь тоді сам поїхав із боярами і слугами, і вподобав місце те над берегом річки Лосни, і розчистив його [од лісу]. А потім поставив він на нім город і нарік його ім'ям Каменець, тому що земля була кам'яна. \| |
| Князь тоді сам поїхав із боярами і слугами, і вподобав місце те над берегом річки Лосни, і розчистив його [од лісу]. А потім поставив він на нім город і нарік його ім'ям Каменець, тому що земля була кам'яна. | |

## Притоки
Основні притоки річки:
- Праві: Кривуля (13 км), Тачия, Люта (7 км);
- Ліві: Градівка (13 км), Курниця (15 км).